# DMARD
Disease-modifying antirheumatic drugs ("ziekteverloop beïnvloedende geneesmiddelen tegen reuma") of DMARD's vormen een groep medicijnen die de activiteit van ontstekingen in de gewrichten vermindert. De middelen worden gegeven om gewrichtsbeschadiging zoals die bij reumatoïde artritis te voorkomen.
Deze groep medicijnen zorgt ervoor dat zwellingen en pijn in de gewrichten afnemen. Twee indicatoren voor ontstekingen in het bloed krijgen gunstigere waarden: De concentratie van het C-reactief proteïne daalt en de erytrocytbezinkingssnelheid neemt ook af. Uit onderzoek blijkt dat de huidige DMARD's radiologisch waarneembare gewrichtsbeschadiging vertragen. Het uiteindelijke doel van behandeling met DMARD is voorkomen van beperkingen en handicaps.
Veelgebruikte DMARD's zijn methotrexaat, sulfasalazine en leflunomide. Daarnaast zijn er de minder vaak gebruikte DMARD's als crinolinederivaten en goudverbindingen. Sinds het begin van de 21e eeuw is er een nieuwe generatie medicijnen beschikbaar. Dit zijn de zogenaamde biologicals: complexe polypeptiden en antistoffen die het ontstekingsproces beïnvloeden. Deze middelen zijn werkzaam, maar ook zeer kostbaar.
Reumatische artritis wordt in eerste instantie behandeld met de ontstekingsremmende en pijnbestrijdende NSAID's. Als dit onvoldoende helpt binnen een termijn van zes weken, dan kan een behandeling met een DMARD worden opgestart.

## Synthetische DMARD's
- Methotrexaat (Ledertrexate, Emthexate) remt in lage dosering van 7,5 tot 30 mg per week gewrichtsontstekingen bij reuma. Het werkt doordat de stof adenosine wordt vrijgemaakt. Daarnaast zorgt het voor de opwekking van de celdood van geactiveerde T-cellen. Tot slot remt het de synthese van purines en pyrimidines. Vaak wordt het gegeven in combinatie met foliumzuur om de bijwerkingen tegen te gaan.[1] Vanwege schadelijke effecten op de ongeboren vrucht dienen vruchtbare vrouwen een vorm van anticonceptie te gebruiken.[2]
- Leflunomide onderdrukt de ontstekingsreacties van reumatoïde artritis in het lichaam. Dit komt door de remming van dihydroorotaatdehydrogenase en tyrosinekinase.[3] Vanwege schadelijke effecten op de ongeboren vrucht dienen vruchtbare vrouwen een vorm van anticonceptie te gebruiken.[2] Onderzoeken laten veelbelovende resultaten zien bij mensen met de ziekte van Bechterew.
- Azathioprine onderdrukt ontstekingsreacties die met reumatoïde artritis gepaard gaan. De enzymen die betrokken zijn bij aanmaak van purines worden door deze stof geremd.[1]
- De antimalariamiddelen chloroquine en hydroxychloroquine. Gebruikelijke doseringen van hydroxychloroquine liggen in Nederland tussen de 200-400 mg per dag. Zolang de dosering per dag onder de 6,5 mg per kilo lichaamsgewicht ligt, is hydroxychloroquine de DMARD die het beste wordt verdragen. Als voorzorgsmaatregel gaan gebruikers jaarlijks op controle bij de oogarts vanwege zeldzame, maar schadelijke, effecten op het netvlies.[2]
- Goudverbindingen. De werking van goud bij reuma is lang geleden al opgemerkt. De ontsteking vermindert en de reumatoïde artritis wordt afgeremd. Voorbeelden zijn tabletten auranofine, die iemand kan slikken. Ook bestaat er aurothiomalaat, dat per intramusculaire injectie wordt toegediend. Het goud wordt door macrofagen opgenomen en opgeslagen in lysosomen. Dit heeft tot gevolg dat antigenen minder goed door ontstekingscellen kunnen worden verwerkt en de ontsteking vermindert. Goud remt ook NF-kappa-B en I-kappa B-kinase. Hierdoor wordt de aanmaak van de ontstekingsstoffen TNF-alfa, interleukine-1 en interleukine-6 afgeremd. Daarnaast remt het ook bepaalde enzymen die verantwoordelijk zijn voor de afbraak van bepaalde botcellen.[4] Goudverbindingen worden over het algemeen slecht verdragen. Veranderingen in het bloed en beschadiging van het beenmerg behoren tot de ernstige bijwerkingen. Jeuk is meestal een voorbode van het optreden van schadelijker bijwerkingen.
- Sulfasalazine wordt in de darm gesplitst in mesalazine en sulfapyridine. Dit wordt bij ziekten met darmontstekingen gegeven vanwege de mesalazine. Bij reumatoïde artritis is waarschijnlijk juist sulfapyridine en/of sulfasalazine de werkzame stof, al is het werkingsmechanisme niet bekend.[5] Sulfapyridine veroorzaakt het grootste deel van de bijwerkingen. Zo'n twintig procent van de gebruikers heeft er last van en dit uit zich in misselijkheid, koorts en huiduitslag. Bijwerkingen treden vooral op als de dosis groter is dan vier gram per dag. Ernstige bijwerkingen kunnen ook voorkomen, namelijk afwijkingen in het bloedbeeld. Dit moet in het begin elke twee tot vier weken en later elke twee tot drie maanden worden gecontroleerd. Door hun vele en mogelijk ernstige bijwerkingen worden ze meestal alleen door de reumatoloog voorgeschreven en bewaakt.

## Biologische DMARD's
- TNF-alfa-remmers remmen de stof TNF-alfa, die betrokken is bij ontstekingsreacties. Voorbeelden van TNF-alfa-remmers zijn infliximab (Remicade), etanercept (Enbrel) en adalimumab (Humira).[2]
- Interleukineremmers. Deze middelen remmen bepaalde eiwitten, genaamd interleukines, die een rol spelen bij ontstekingen. Voorbeeld is anakinra (Kineret), werkt via de remming van interleukine-1.[2]

Voor alle DMARD's geldt dat zij meestal alleen door een reumatoloog worden voorgeschreven.